# Duryea, Pennsylvania
Duryea là một thị trấn thuộc quận Luzerne, tiểu bang Pennsylvania, Hoa Kỳ. Năm 2010, dân số của thị trấn này là 4917 người.